# 澠池之會

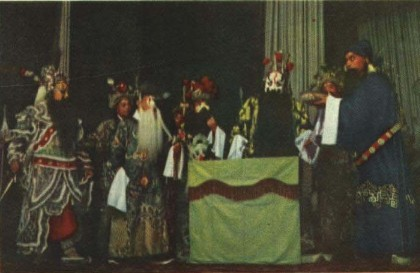
1950年9月的《人民画报》，京剧《将相和》中蔺相如在澠池之會中逼迫秦王为赵王击鼓。

澠池之會出自司馬遷《史記·廉頗藺相如列傳》。講述秦王因完璧歸趙一事惱羞成怒，派大将白起發兵攻趙，奪取简（今山西呂梁市离石區西）和祁（今山西祁县），次年再奪取石城（今河南朴县西南）。又次年，再攻趙，殺死趙國軍民二萬人。
在前279年，秦昭襄王取勝後，为了集中力量攻打楚国（鄢郢之战），派出使者告知趙惠文王，表示欲與趙王停戰，重修舊好，並相約於西河外澠池（今河南渑池县）會面。趙王畏懼秦國，不願赴會。廉頗、藺相如則獻計說：“王上如果不赴會，則是示弱於秦。”於是趙王決定赴會，並命藺相如率精兵五千相隨，又派了平原君趙勝率領數萬趙軍在澠池附近。廉頗送他們至邊境，並向趙王說：“王上此行，直至整個會議完畢，最多不過三十日便可歸國。如果三十日後仍不歸國，則請立太子為王，以斷絕秦國藉此要脅的希望。”趙王在思考一番後，決定答應，免得趙國被秦國要挾。
趙王到達後，會議便開始，依據古代習俗，兩國國君相會，定必大飲一番，所以秦王和趙王皆飲了數杯。秦王說道：“寡人聽聞趙王愛好音律，不如請趙王上前演奏瑟樂。”趙王不好意思推擋，只好勉強鼓瑟。秦國御史記下此事：“某年月日，秦王與趙王相會飲酒，秦王命令趙王鼓瑟。”藺相如上前說道：“趙王亦聽聞秦王善於演奏秦國樂器，臣請秦王演奏缶樂，以互相娛樂。”秦王大怒，決不答應。於是藺相如向前進，並跪請秦王。秦王堅決不肯擊缶，藺相如說道：“五步之內，相如可以刎頸以血濺大王！” 
這時左右的侍衛欲以刀斬殺藺相如，藺相如怒目視之，大聲叱喝，侍衛無不畏懼，只得退開。秦王無奈，惟有擊缶一次。藺相如即召趙國御史記下此事，說道：“某年月日，秦王為趙王擊缶。”秦國的群臣即說道：“請趙國以十五座城池為秦王祝壽。”藺相如即時回敬：“請秦國以首都咸陽為趙王祝壽。”最後直至會議終結，秦王都不能羞辱趙王，趙國亦於邊境部署重兵以對付秦國，結果秦國不敢輕舉妄動。
赵惠文王二十年的渑池会盟是秦昭王為了方便集中力量攻打楚國，於是想同趙國講和。澠池之會後，相如以功授官為上卿，位在廉頗之上，廉頗不服氣，以致於有後來的負荊請罪。澠池之會后，秦、赵间暂时停止了战争。赵军立即出兵齐國，攻下高唐等地。

## 出處
- 司馬遷《史記·廉頗藺相如列傳 （页面存档备份，存于）》